# Maximilian von Gagern
Maximilian Joseph Ludwig von Gagern, född den 25 mars 1810 i Weilburg, död den 17 juli 1889 i Wien, var en tysk friherre och ämbetsman. Han var son till Hans Christoph Ernst von Gagern samt bror till Friedrich och Heinrich von Gagern.
von Gagern var 1829–1833 anställd i nederländska armén och blev någon tid därefter ämbetsman i hertigdömet Nassaus tjänst. Varm patriot liksom de äldre bröderna, visade han tidigt en stark böjelse för katolicismen – till vilken han formligen övergick 1843 – och kom därigenom att i legitimistisk anda vänta rikets förnyelse av det återupplivade kejsarämbetet, inte av kronan Preussen. 
von Gagern var 1848 medlem av nationalförsamlingen och i den första riksministären understatssekreterare för utrikes ärenden samt sökte som sådan hindra avslutandet av vapenstilleståndet i Malmö. År 1854 kallades han till Wien, där han under många år ledde utrikesministeriets handelspolitiska avdelning och ständigt visade sig som övertygad stortysk klerikal. Han tog 1874 avsked och blev 1881 ledamot av österrikiska herrehuset.